# Eremastrella montana
Eremastrella montana är en lavart som beskrevs av Brusse. Eremastrella montana ingår i släktet Eremastrella och familjen Psoraceae.   Inga underarter finns listade i Catalogue of Life.